# Oasiste
Le oasiste (in spagnolo Oasis de Jesús Sacerdote) sono un istituto religioso femminile di diritto pontificio con case autonome.

## Storia
L'istituto fu fondato dal sacerdote spagnolo Pedro Muñoz Iranzo e fu approvato come pia unione il 26 maggio 1965 da Gregorio Modrego y Casaús, arcivescovo di Barcellona.
La prima comunità di quattro religiose si formò nel 1966 e si stabilì in una modesta casa del barrio de Horta a Barcellona; nel 1971 si trasferì nel barrio del Guinardó e nel 1974 trovò ospitalità nel Carmelo di Tiana. Ebbe la sua sede definitiva nel monastero de la Inmaculada, presso Dosrius, nel 1981.
Il 29 giugno 2007 papa Benedetto XVI approvò le costituzioni delle oasiste e pose il loro istituto alle dipendenze della Pontificia commissione "Ecclesia Dei".
La loro casa fu costituita in monastero sui iuris. Nel 2013 fu fondata una seconda casa, dedicata a San José, ad Espiel.

## Attività e diffusione
Le monache sono interamente dedite alla vita contemplativa e osservano la clausura papale. Celebrano secondo la forma extraordinaria del rito romano.
La spiritualità dell'istituto è quella di san Francesco di Sales, basata sull'esercizio delle virtù interne.
Alla fine del 2015 le oasiste contavano 2 case e 24 religiose.